# Веденяпин (хутор)
Веденя́пин — хутор в Курском районе (муниципальном округе) Ставропольского края России.
До 16 марта 2020 года входил в состав сельского поселения Ростовановский сельсовет.

## География
Расстояние до краевого центра: 211 км.
Расстояние до районного центра: 31 км.

## Население
| 1989 | 2002 | 2010 | 2021 |
| ---- | ---- | ---- | ---- |
| 181  | ↗262 | ↘236 | ↗255 |

По данным переписи 2002 года в национальной структуре населения чеченцы составляли 48 %, турки — 31 %.

## Инфраструктура
В Веденяпине 2 улицы: Солнечная и Урожайная.

## Памятники
- Памятник воинам-землякам, погибшим в годы Великой Отечественной войны 1941—1945 гг. 1966 год[9].

## Кладбище
К югу от хутора расположено общественное открытое кладбище площадью 7,5 тыс. м².